# Irmãos Boulting
John Edward Boulting (21 de dezembro de 1913 - 17 de junho de 1985) e Roy Alfred Clarence Boulting (21 de dezembro de 1913 - 5 de novembro de 2001), conhecidos como irmãos Boulting, eram cineastas ingleses e gêmeos idênticos que ficaram conhecidos por suas comédias satíricas nas décadas de 1950 e 1960. Eles produziram muitos de seus filmes por meio de sua própria produtora, a Charter Film Productions, que fundaram em 1937.

## Biografias
Os irmãos gêmeos eram filhos de Arthur Boulting e sua esposa Rosetta (Rose) em Bray, Berkshire, Inglaterra, em 21 de dezembro de 1913. John era o mais velho por meia hora. John recebeu o nome de Joseph Edward John Boulting e Roy recebeu o nome de Alfred Fitzroy Clarence Boulting. O irmão mais velho deles, Sydney Boulting, tornou-se ator e produtor de teatro com o nome artístico Peter Cotes; ele foi o diretor original de The Mousetrap. Um irmão mais novo, Guy, morreu aos oito anos.
Os dois gêmeos foram educados na Reading School, onde formaram um clube de cinema. Eles foram figurantes no filme Tell England, de Anthony Asquith, de 1931, quando ainda estavam na escola.
Quando adolescente, Roy emigrou para o Canadá, trabalhando por um tempo como assistente de loja, mas também escrevendo diálogos para pelo menos um filme canadense. Ele fez sua passagem de volta para casa a bordo de um cargueiro de gado por volta de 1933, trabalhando primeiro em vendas de filmes antes de passar para a produção cinematográfica como assistente de direção em uma comédia de 1936, Apron Fools. O dinheiro que ganhou em sua passagem de volta para casa serviu para financiar o primeiro trabalho em conjunto dos irmãos, um curta intitulado Ripe Earth (1938), sobre a vila de Thaxted, Essex, narrado por Leo Genn.
De janeiro a novembro de 1937, John serviu do lado republicano na Guerra Civil Espanhola como motorista de ambulância com o Comitê Espanhol de Ajuda Médica (e não, como às vezes é relatado, com as Brigadas Internacionais), onde - de acordo com Richard Attenborough - ele quase foi capturado. John também serviu na British Film Unit como oficial da Força Aérea Real durante a Segunda Guerra Mundial. Roy serviu como capitão no Exército Britânico, primeiro em um regimento de tanques por mais de um ano e depois na Army Film Unit, onde fez vários documentários curtos.

## Carreiras

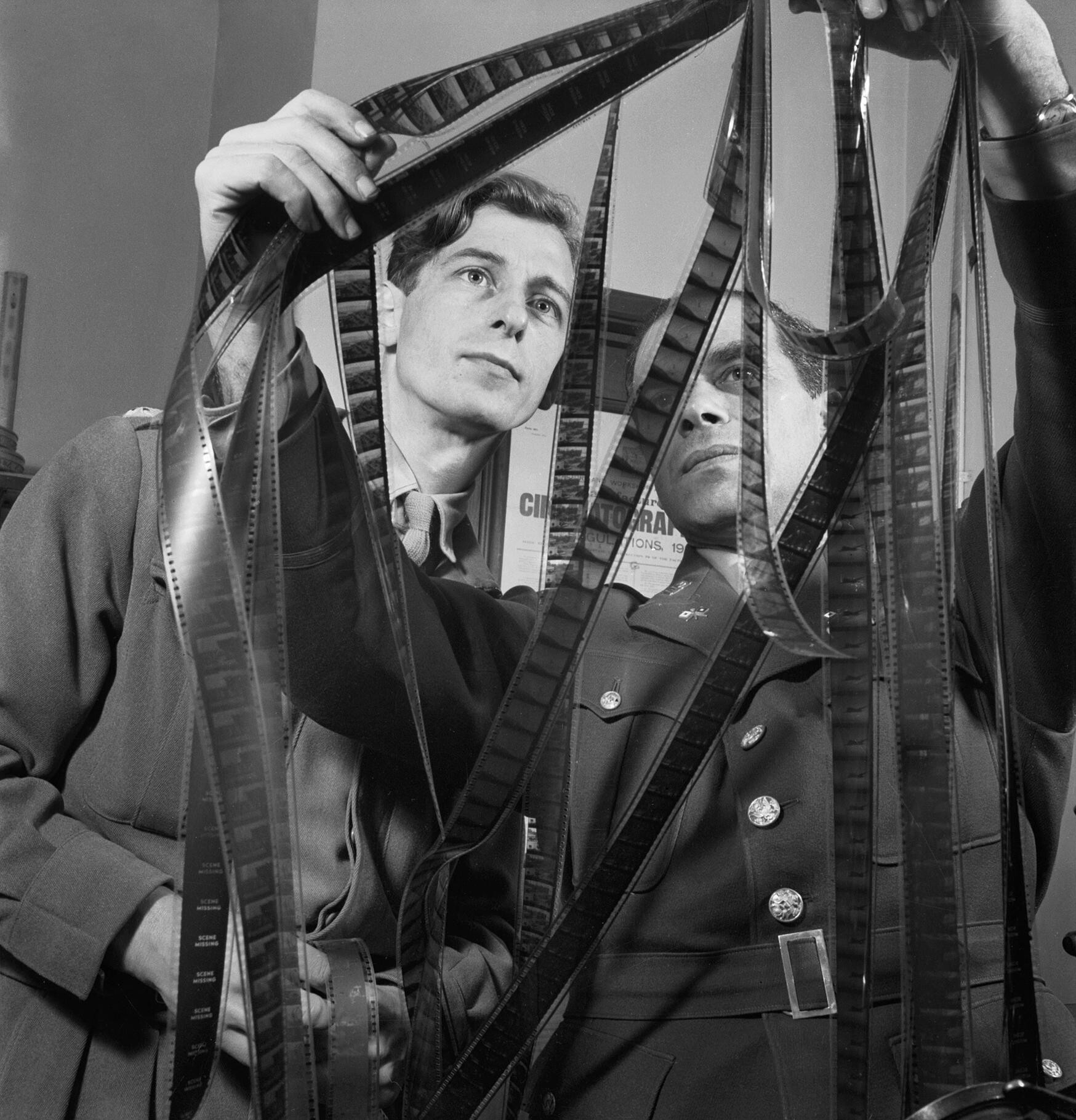
Frank Capra (à direita) conversa com Roy Boulting sobre a edição do filme Tunisian Victory

Os irmãos formavam uma equipe, e revezavam entre os cargos de produtor e diretor. Durante a maior parte de suas carreiras, um produzia e o outro dirigia, mas o produto final continuava sendo essencialmente um "filme dos irmãos Boulting". Eles eram socialistas, como John demonstrou com seu envolvimento na Guerra Civil Espanhola, e queriam que todos os filmes, inclusive as comédias, refletissem o mundo real.

### Charter Film Productions
Em 1937, eles criaram a Charter Film Productions e fizeram vários curtas-metragens, incluindo The Landlady (1937) e Consider Your Verdict (1938), que atraíram a atenção da crítica e do mercado.
Eles fizeram outros filmes curtos, como Trunk Crime (1939) e Inquest (1939).

### Filmes
Ansiosos para se manifestar contra o Terceiro Reich, os irmãos fizeram seu filme, Pastor Hall (1940), uma biografia de Martin Niemöller, um pastor alemão que se recusou a se curvar aos nazistas. Roy dirigiu e John produziu. O lançamento inicial do filme teve de ser adiado pelo governo britânico, que ainda não estava preparado para criticar abertamente o nazismo. Depois de lançado, o filme foi bem recebido pela crítica e pelo público.
Em seguida, lançaram Thunder Rock (1942), com Michael Redgrave, uma alegoria anti-isolacionista que se destaca pela cinematografia imaginativa e pelo cenário teatral, mas altamente atmosférico, do farol. O filme foi financiado pela MGM.

### Serviço militar
Em 1941, Roy entrou para a Army Film Unit, onde foi responsável por Desert Victory, que ganhou o Oscar de Melhor Documentário em 1944. Ele também trabalhou em Tunisian Victory (1944) e Burma Victory (1945). John entrou para a RAF Film Unit, onde fez Journey Together em 1945, um documentário de drama sobre o treinamento e a experiência de combate de uma tripulação de bombardeiros, com Richard Attenborough no papel principal. Terence Rattigan trabalhou no roteiro.

### Filmes no período pós-guerra
Após a guerra, os irmãos Boulting fizeram o drama Fame Is the Spur (1947) com Redgrave. Mais bem-sucedido nas bilheterias foi Brighton Rock (1947), estrelado por Attenborough como o gângster "Pinkie", do romance de Graham Greene. Também muito apreciado foi The Guinea Pig (1948), estrelado por Richard Attenborough como um jovem da classe trabalhadora enviado para uma escola pública. Foi feito para a Pilgrim Pictures, da qual os irmãos saíram pouco tempo depois. Eles co-dirigiram o thriller Seven Days to Noon (1950), que ganhou um Oscar de Melhor História Original. Isso levou a uma sequência menos popular, High Treason (1951). John dirigiu The Magic Box (1951), uma biografia de William Friese-Greene e um filme com várias participações especiais. Foi exibido no Festival da Grã-Bretanha de 1951, mas no lançamento geral no ano seguinte foi uma decepção de bilheteria.

### Filmes de Hollywood
Roy recebeu uma oferta para dirigir um filme naval ambientado no período da Segunda Guerra Mundial, Sailor of the King (1953), estrelado por Jeffrey Hunter para a 20th Century Fox. Seagulls Over Sorrento (1954) foi outra história naval de guerra financiada por um estúdio de Hollywood (nesse caso, a MGM) com o astro de cinema Gene Kelly; porém, o filme não foi um grande sucesso. Os irmãos colaboraram em uma comédia, Josephine and Men (1955), e Roy foi contratado pela United Artists para fazer um filme de ação com astros de Hollywood, Run for the Sun (1956).

### Sátiras
Em meados dos anos 50, os irmãos Boulting passaram a ser identificados com sátiras "afetuosas" sobre as instituições britânicas. A sequência começou com John's Private's Progress (1956), um olhar sobre a vida no exército, estrelado por Attenborough, Terry-Thomas e Ian Carmichael e co-escrito por Frank Harvey. Esse foi o segundo filme de maior sucesso comercial na Grã-Bretanha em 1956.
O próximo filme foi Lucky Jim (1957), ambientado no meio acadêmico, adaptado do romance de Kingsley Amis. Esse filme foi estrelado por Ian Carmichael e Terry-Thomas. Brothers in Law (1957), com Carmichael, Attenborough e Thomas, abordou a profissão de advogado. Eles fizeram uma pausa nas sátiras às instituições com Happy Is the Bride (1958), uma adaptação de Quiet Wedding, e depois voltaram a elas com Carlton-Browne of the F.O. (1959), com foco na diplomacia.
Os irmãos Boulting enfrentaram os sindicatos cada vez mais poderosos e o poder cada vez mais corrupto dos estúdios com I'm All Right Jack (1959), uma sequência de John's Private's Progress (1956), com Carmichael, Thomas e Attenborough reprisando seus papéis e Harvey co-escrevendo. O filme contou com a atuação de Peter Sellers como o capataz do sindicato Fred Kite. Foi o filme com melhor desempenho nas bilheterias britânicas em 1959. Suspect (1960) foi um retorno dos irmãos ao gênero thriller. French Mistress (1960) foi uma comédia farsesca. Heavens Above! (1963) tratava da religião na Grã-Bretanha, estrelado por Sellers e Carmichael. Foi um sucesso menor. Rotten to the Core (1965) foi uma comédia de assalto que tentou fazer de Anton Rodgers um astro em um papel do tipo Peter Sellers, interpretando vários papéis. O filme contou com a participação da jovem Charlotte Rampling.

### Hayley Mills
Os irmãos Boulting dirigiram e produziram a comédia nortista The Family Way (1966), estrelada por John Mills e sua filha adolescente Hayley Mills. Roy Boulting e Hayley Mills começaram um relacionamento durante as filmagens, apesar da diferença de idade de 33 anos; eles se casaram em 1971. Roy escreveu e dirigiu Twisted Nerve (1968), um thriller estrelado por Mills e Hywel Bennett. Os irmãos tiveram um grande sucesso com There's a Girl in My Soup (1970), estrelado por Sellers e Goldie Hawn. Roy foi chamado para substituir o diretor em Mr. Forbush and the Penguins (1971), e trouxe Mills para estrelar. O filme não foi bem-sucedido. O mesmo aconteceu com a comédia Soft Beds, Hard Battles (1974), feita pelos irmãos e estrelada por Peter Sellers. Roy Boulting perdeu uma quantia considerável de dinheiro com o filme. Em 1975, Roy estava trabalhando em uma peça teatral, The Family Games. Ele trabalhou no roteiro de The Kingfisher Caper (1975), estrelado por Mills.

### Período final das carreiras
Nos EUA, Roy dirigiu The Last Word (1979), uma comédia estrelada por Richard Harris que foi pouco vista. Quando John morreu de câncer em 1985, Roy parou de fazer filmes. Seu último crédito foi a direção de um episódio da série Miss Marple para a TV, The Moving Finger (1985). Ele estava trabalhando em uma adaptação da peça Deja Vu, de Terence Rattigan, quando morreu. Quando o National Film Theatre montou sua maior retrospectiva do cinema britânico até então, no final da década de 1980, Roy, que a lançou, apresentou Desert Victory. Os filmes dos irmãos Boulting foram descritos como "um barômetro sensível dos tempos de mudança".

## Vidas pessoais
John Boulting casou-se quatro vezes. Teve seis filhos: dois filhos de seu primeiro casamento; três filhas de seu segundo casamento. Ele também teve um terceiro filho homem. Com sua primeira esposa, Veronica, filha do advogado irlandês John Craig Nelson Davidson, ele teve os filhos Norris (nascido em 1941) e Nicholas (nascido em 1943). Norris é o pai do apresentador de TV e jornalista Ned Boulting. Com sua segunda esposa, Jacqueline (Jackie), ele teve três filhas: Jody, Emma e Lucy; a última delas, Lucy Boulting Hill, tornou-se uma bem-sucedida diretora de elenco. O neto de John, Jordan Stephens (filho de Emma), faz parte da dupla britânica de hip hop Rizzle Kicks.
Roy Boulting foi casado cinco vezes. Teve sete filhos, todos homens: dois de seu segundo casamento; três de seu terceiro; um de seu relacionamento com Victoria Vaughan; e um de seu quarto casamento. Com sua segunda esposa, Jean Capon, ele teve os filhos Jonathan (nascido em 1944) e Laurence (nascido em 1945), sendo que este último se tornou um produtor e diretor de cinema bem-sucedido. Com seu terceiro casamento, em março de 1951, com Enid Munnik, ele teve três filhos: primeiro, Fitzroy (nascido em 1951); depois, os gêmeos idênticos Edmund e Rupert (nascidos em 1952). O casal se divorciou em 1964. Enid, uma modelo consagrada e, posteriormente, editora de moda da revista francesa Elle, casou-se com o 9º Conde de Hardwicke em abril de 1970. A modelo e atriz Ingrid Boulting é filha de Enid de seu primeiro casamento, com Cornelius Munnik.
Após a separação de sua terceira esposa, Roy começou um relacionamento com outra modelo, Victoria Vaughan. Eles tiveram um filho juntos. O relacionamento terminou com seu envolvimento com Hayley Mills. Em 1971, Roy se casou com Hayley Mills, 33 anos mais nova, que ele havia conhecido no set de filmagem de The Family Way. Eles tiveram um filho, o músico e cineasta Crispian Mills. O casal se separou em 1975 e se divorciou oficialmente em 1977. Seu quinto e último casamento, em outubro de 1978, foi com a atriz Sandra Payne. Eles se divorciaram em 1984.

## Mortes
John Boulting morreu em 17 de junho de 1985 em sua casa em Sunningdale, Berkshire, e Roy Boulting 16 anos depois, em 5 de novembro de 2001, na Radcliffe Infirmary, Oxford; ambos morreram de câncer.

## Na cultura popular
Uma imagem de The Family Way foi usada no single "I Started Something I Couldn't Finish", do The Smiths.

## Filmografia

### Filmes dirigidos pelos irmãos em conjunto
- Seven Days to Noon (1950)
- Suspect / The Risk (1960)
- Heavens Above! (1963)

### Filmes dirigidos por John
- Journey Together (1945)
- Brighton Rock (1948)
- The Magic Box (1951)
- Private's Progress (1956)
- Lucky Jim (1957)
- I'm All Right Jack (1959)
- Rotten to the Core (1965)

### Filmes dirigidos por Roy
- Trunk Crime (1939)
- Inquest (1939)
- Pastor Hall (1940)
- Thunder Rock (1942)
- Desert Victory (1943)
- Tunisian Victory (1944, documentário co-dirigido por Frank Capra)
- Fame Is the Spur (1947)
- The Guinea Pig (1948)
- High Treason (1951)
- Single-Handed (1953)
- Seagulls Over Sorrento (1954)
- Josephine and Men (1955)
- Run for the Sun (1956)
- Brothers in Law (1957)
- Happy Is the Bride (1958)
- Carlton-Browne of the F.O. (1959)
- A French Mistress (1960)
- The Family Way (filme) (1966)
- Twisted Nerve (1968)
- There's a Girl in My Soup (1970)
- Mr. Forbush and the Penguins (1971)
- Soft Beds, Hard Battles (1973)
- The Last Word (1979)